# Buslijn D (Haaglanden)
Buslijn D van de HTM was enkele keren een
buslijn in de regio Haaglanden, in de Nederlandse provincie Zuid-Holland.

## Geschiedenis
De allereerste buslijn D was een particuliere "wilde" buslijn Den Haag-Rijswijk-Voorburg-Leidschendam-Zoetermeer. Opgeheven op 1 januari 1927, toen alle particuliere lijnen verboden werden.
1924-1933
- 1 juli 1924: De eerste instelling van HTM-buslijn Stadsdienst Delft vond plaats in Delft op het traject Haagpoort/Kalverbos - Rotterdammerpoort, via de Oude Delft. De busjes hadden een bord boven de voorruit met de tekst "Stadsdienst Delft", zonder lijnletter. De reden van deze buslijn was dat er nog geen weg om de Delftse binnenstad was, maar men de elektrische tram, die de stoomtram vervangen had, niet door de oude binnenstad wilde. De paardentram en daarna de stoomtram mochten wel doorrijden. Het was de allereerste buslijn van de HTM; 20 dagen later zou in Den Haag de eerste HTM-buslijn gaan rijden: lijn H, naar Delft.
- 12 mei 1925: Het eindpunt Rotterdammerpoort werd verlegd naar de Poortlandlaan.
- 1 januari 1927: Het eindpunt Poortlandlaan werd verlegd naar de Rotterdammerpoort. De naam Stadsdienst Delft werd veranderd in buslijn D. In 1927 werden er ook bij de bussen lijnkleuren ingevoerd; voor lijn D was dat zwart.
- 11 oktober 1929: Het eindpunt Rotterdammerpoort werd verlegd naar de Nassaulaan. In 1929 was de weg om de stad klaar en werd tramlijn I - 1 verlengd naar Rotterdammerpoort.
- 31 oktober 1933: Buslijn D werd opgeheven. De dienst werd overgenomen door de busmaatschappij VIOS.

### 1946-1955
- 23 september 1946: De tweede instelling van lijn D vond plaats in Den Haag op het traject Groote Markt - Thorbeckelaan/Haagweg, via de Loosduinenkade /Loosduinseweg.[5]
- 1 juni 1948: Het eindpunt Thorbeckelaan/Haagweg werd verlegd naar de Thorbeckelaan/Appelstraat.
- 1 maart 1951: Het eindpunt Grote Markt werd verlegd naar station Hollands Spoor.[6]
- 1 oktober 1951: Het eindpunt Thorbeckelaan/Appelstraat werd verlegd naar de Thorbeckelaan/Laan van Meerdervoort. Volgens het boek "Allemaal voorzien?" was deze verlenging gelijktijdig met de vorige, dus ook op 1 maart 1951.
- 1 november 1955: Lijn D werd opgeheven in het kader van de wijziging van alle Haagse buslijnnummers van letters in cijfers. Het traject werd overgenomen door lijn 19.[5][6][7]

### Trivia
- In 1936 ging er opnieuw een buslijn D rijden vanuit Delft. Dit was de opvolger van de Buslijn CAB-ZHAM (Haaglanden) die de HTM uitbaatte tussen Scheveningen en Rotterdam Waalhaven. Maar deze buslijn D was van de RET en valt daarmee buiten de regio Haaglanden.[2]
- Ook nu is er een stadsdienst Delft, maar dan wel met lijnnummers, en die bestond al in de jaren '70.